# Méretséger (épouse de Sésostris III)
Pour l’article homonyme, voir Mertseger.
Méretséger, Celle qui aime le silence, est la quatrième épouse du roi Sésostris III. Elle n'apparaît comme épouse de Sésostris III que dans des sources du Nouvel Empire. Elle serait la première reine à porter le titre de grande épouse royale, qui est devenu le titre des femmes de pharaons. Elle fut aussi la première reine dont le nom a été écrit dans un cartouche. Toutefois, comme il n'y a pas de sources contemporaines relatives à Méretséger, ces informations sont très probablement une création du Nouvel Empire.
Elle est représentée sur une stèle (aujourd'hui au British Museum), et mentionnée sur une inscription à Semna datant du règne de Thoutmôsis III.